# 劉聚
劉聚（？—1474年），京師大名府清豐縣（今河南省清豐縣）人，明朝軍事將領、寧晉伯。

## 生平
劉聚為太監劉永誠從子，后為金吾指揮同知。奪門之變中有功，升任都指揮僉事，復超擢都督同知。后與征討曹欽，進右都督。成化六年，以右副總兵從朱永赴延綏，追賊黃草梁。中伏擊，鏖戰傷頦，麾下力捍以免。頃復與都督范瑾等擊寇青草溝，后擊敗寇軍出境。論功進左都督，以內援特封寧晉伯。成化八年，代替趙輔為將軍，總陝西諸鎮兵，接連擊敗數次入寇，給予世券。此後去世，贈侯，謚威勇。